# Johannes Moss

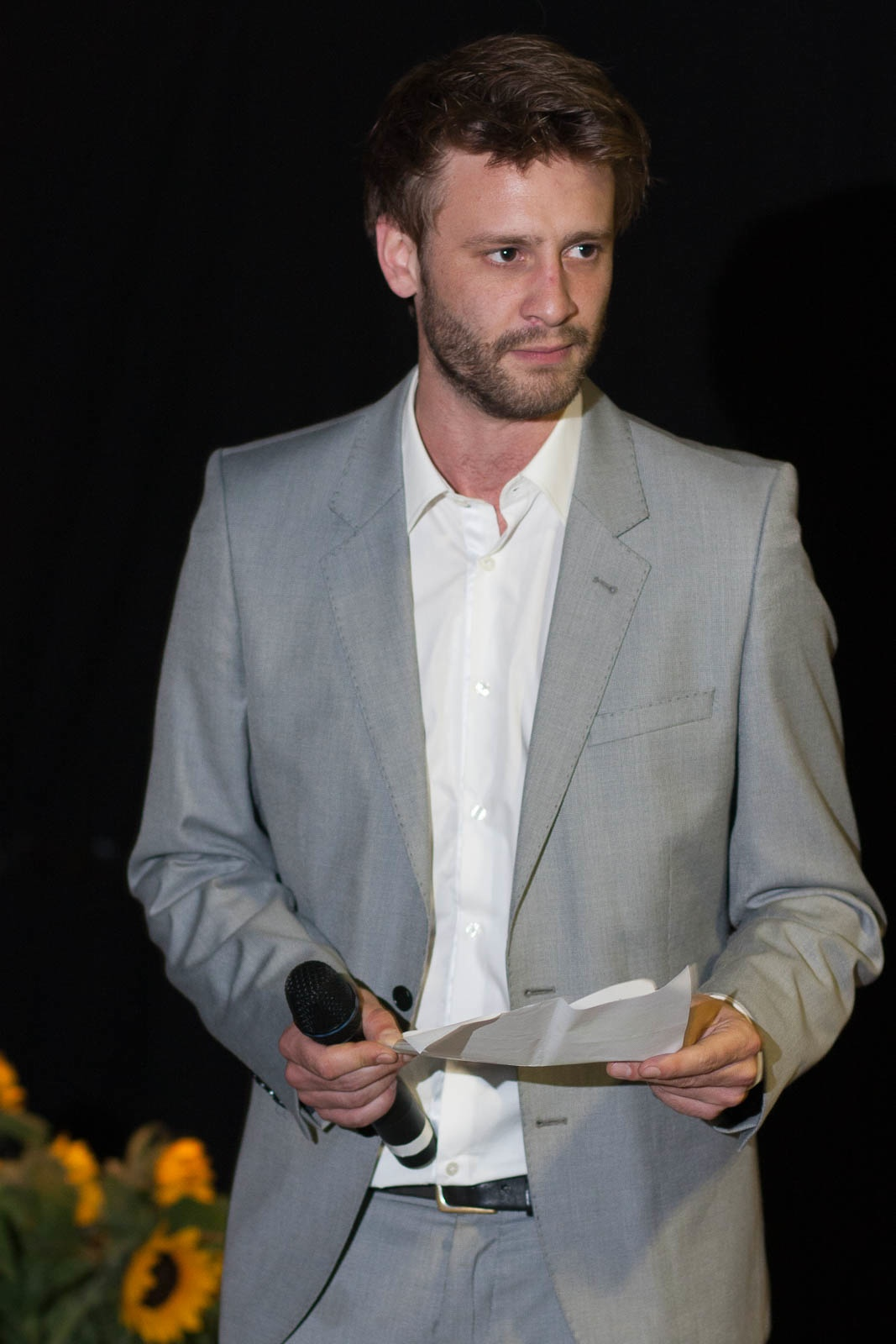
Johannes Moss

Johannes Moss (* 10. Januar 1986 in Karlsruhe) ist ein deutscher Schauspieler.

## Leben
Moss wurde 1986 als Sohn eines deutsch-südafrikanischen Vaters und einer deutsch-amerikanischen Mutter in Karlsruhe geboren und wuchs in Bayern und Thüringen auf. Er lebt in Berlin.
Moss absolvierte 2008 sein Schauspielstudium an der Hochschule für Musik und Theater „Felix Mendelssohn Bartholdy“ Leipzig als jüngster deutschsprachiger Absolvent. Es folgten Theaterengagements, zuletzt bis 2016 am Volkstheater Rostock. Er arbeitete unter anderem mit Volker Lösch, Wolfgang Engel und Sewan Latchinian zusammen.
Während seines Studiums sammelte Johannes Moss erste Filmerfahrungen. So spielte er in der Dokumentation Händl des MDR mit, sowie in dem Kurzfilm Fußstapfen, in der Regie von Christoph Schuler.
Bereits 2009 spielte er seine erste Hauptrolle des Ritch im Kinofilm Mein Prinz. Mein König, eines schwer traumatisierten jungen Mannes, der auf seinen Vergewaltiger trifft. Regie führte Ciril Braem-Tscheligi.
Kurz darauf spielte er in der Sat.1-Reihe Allein unter Müttern die Rolle des Mike.
Es folgte eine Arbeit für arte sowie Auftritte in Hochschulfilmen der dffb und der Filmakademie Baden-Württemberg.
Zuletzt spielte Johannes Moss in dem Film Amokspiel, unter der Regie von Oliver Schmitz mit.

## Filmografie
- 2007: Händl (Regie Dirk Otto)
- 2008: Fußstapfen (Regie Christoph Schuler)
- 2009: Mein Prinz.Mein König. (Regie Ciril Braem-Tscheligi)
- 2010: Allein unter Müttern (Regie Oliver Schmitz)
- 2011: Automatic Brain (Petra Höfer, Freddie Röckenhaus)
- 2012: Randgebiet (Regie Isabell Braak)
- 2013: Familienbande (Regie Susanne Heinrich)
- 2016: Lucie Marshall (Regie Oliver Schmitz)
- 2017: A Man Under The Influence (Regie Willy Kristen)
- 2017: Alle in einem Boot (Regie Tobias Stille)
- 2017: Stubbe – Tod auf der Insel (Regie Oliver Schmitz)
- 2018: Amokspiel
- 2022: Die Heiland – Wir sind Anwalt (Fernsehserie, Folge Die Waffe im Müll)